# Liste der Kulturdenkmale in Raguhn-Jeßnitz
In der Liste der Kulturdenkmale in Raguhn-Jeßnitz sind alle Kulturdenkmale der Stadt Raguhn-Jeßnitz (Landkreis Anhalt-Bitterfeld) und ihrer Ortsteile aufgelistet. Grundlage ist das Denkmalverzeichnis des Landes Sachsen-Anhalt, das auf Basis des Denkmalschutzgesetzes des Landes Sachsen-Anhalt vom 21. Oktober 1991 durch das Landesamt für Denkmalpflege und Archäologie Sachsen-Anhalt erstellt und seither laufend ergänzt wurde (Stand: 31. Dezember 2024).

## Kulturdenkmale nach Ortsteilen

### Raguhn
| Lage                                                                                 | Bezeichnung              | Beschreibung | Erfassungs- nummer | Ausweisungsart | Bild                     |
| ------------------------------------------------------------------------------------ | ------------------------ | --- | ------------------ | -------------- | ------------------------ |
| Am Anger (Karte)                                                                     | Turm                     | Der Steigerturm wurde 1869 als Übungsobjekt für die Feuerwehr gebaut. | 094 71515          | Baudenkmal     | Weitere Bilder           |
| Am Werder auf dem Gelände des Stadtparks, südlich der Muldebrücke (Karte)            | Ruine                    | | 094 71492          | Baudenkmal     | Ruine                    |
| Bahnhofstraße 1 (Karte)                                                              | Fabrik                   | Ofenfabrik Alwin Goldacker | 094 96267          | Baudenkmal     | Fabrik                   |
| Gartenstraße 63 (Karte)                                                              | St.-Michaelis-Kirche     | Katholische Kirche, 1949 erbaut, in den 1950er Jahren erweitert | 094 17508          | Baudenkmal     | St.-Michaelis-Kirche     |
| Gartenstraße 75 (Karte)                                                              | Villa                    | Villa | 094 96269          | Baudenkmal     | Villa                    |
| Golpaer Straße, Wittenberger Straße Golpaer Straße, Ecke Wittenberger Straße (Karte) | Wegweiser                | | 094 96289          | Kleindenkmal   | Wegweiser                |
| Hallesche Straße, links neben Nr. 55 (Karte)                                         | Transformatorenstation   | | 094 96271          | Baudenkmal     | Transformatorenstation   |
| Hallesche Straße, neben Hallesche Straße 55 (Karte)                                  | Wegweiser                | | 094 90098          | Kleindenkmal   | Wegweiser                |
| Hallesche Straße Hallesche Straße, Ecke Markesche Straße (Karte)                     | Wegweiser                | | 094 96274          | Kleindenkmal   | Wegweiser                |
| Hallesche Straße 55 (Karte)                                                          | Wohnhaus                 | | 094 96270          | Baudenkmal     | Wohnhaus                 |
| Kirchplatz (Karte)                                                                   | Gefallenendenkmal Raguhn | Kriegerdenkmal, 2019 als Denkmal ausgewiesen. | 094 71715          | Baudenkmal     | Gefallenendenkmal Raguhn |
| Kirchplatz (Karte)                                                                   | Kirche St. Georg         | | 094 06141          | Baudenkmal     | Weitere Bilder           |
| Kirchplatz 4 (Karte)                                                                 | Wohnhaus                 | | 094 96272          | Baudenkmal     | Wohnhaus                 |
| Kirchplatz 10 (Karte)                                                                | Pfarrhaus                | | 094 96273          | Baudenkmal     | Pfarrhaus                |
| L 136 Flur 1, westlich der Ortschaft, fast bei Thurland liegend (Karte)              | Mühle                    | | 094 06437          | Baudenkmal     | Mühle                    |
| Markt 8, 9 (Karte)                                                                   | Häusergruppe             | | 094 96275          | Denkmalbereich | Häusergruppe             |
| Mühlstraße 8 (Karte)                                                                 | Wohn- und Bürohaus       | Die Pera-Werk wurden 1893 gegründet, sie stellt ätherische Öle und Essenzen her. Das Wohn- und Bürohaus wurde um die Zeit errichtet. Es ist ein zweigeschossiger, traufständiger Bau mit einem Satteldach. Die Fassade ist geprägt von hellem Putz und dunklen Ziegeln, die die Fassade auch strukturieren. Links befindet sich eine Toreinfahrt, in der Mitte ein Eingang. Über dem Eingang ist ein Erker. Treppenhaus und Türen sind aus der Bauzeit erhalten.                                     | 094 96276          | Baudenkmal     | Wohn- und Bürohaus       |
| Rathausstraße 5 (Karte)                                                              | Ackerbürgerhof           | Der Vierseithof wurde zu Beginn des 19. Jahrhunderts erbaut. Das traufständige Wohnhaus an der Straße hat zwei Geschosse und ein Satteldach. In der Mitte befindet sich die Einfahrt zum Hof, diese ist durch ein Risalit mit Zwerchhaus betont. | 094 96279          | Baudenkmal     | Ackerbürgerhof           |
| Rathausstraße 16 (Karte)                                                             | Rathaus                  | | 094 96280          | Baudenkmal     | Rathaus                  |
| Rathausstraße 22 (Karte)                                                             | Postamt                  | | 094 17515          | Baudenkmal     | Postamt                  |
| Rathausstraße 27 (Karte)                                                             | Bauernhaus               | | 094 96281          | Baudenkmal     | Bauernhaus               |
| Schlossstraße                                                                        | Architekturdetail        | Architekturdetail Im Jahr 2023 in das Denkmalverzeichnis eingetragen. | 094 18908          | Kleindenkmal   |                          |
| Schloßstraße 13 (Karte)                                                              | Wohnhaus                 | Das villenähnliche, zweigeschossige Haus wurde um das Jahr 1900 erbaut. Es hat ein Satteldach. Die Fassade ist geprägt von einem Mittelrisalit mit Erker und einem geschweiften Giebel. | 094 96284          | Baudenkmal     | Wohnhaus                 |
| Töpfergasse (Karte)                                                                  | Feierhalle               | Die Kapelle befindet sich auf dem Städtischer Friedhof an der Töpfergasse. | 094 96287          | Baudenkmal     | Feierhalle               |
| Wallstraße (Karte)                                                                   | Kirche St. Jakobus       | Die Kirche wurde 1816 erbaut und am 7. November 1819 eingeweiht. Es ist ein kleiner Putzbau mit einem Dachreiter und einem Chorabschluss mit Apsis. Der Grundriss der Kirche ist annähernd quadratisch. Auf der Hufeisenempore befindet sich eine Orgel von Rühlmann aus Zörbig aus dem Jahr 1899. Weiter befindet sich in der Kirche ein Grabstein aus der Zeit Ende des 17. Jahrhunderts. Auf dem Kirchhof befindet sich ein Kriegerdenkmal zum Gedenken an die Gefallenen des Ersten Weltkrieges. | 094 96290          | Baudenkmal     | Weitere Bilder           |
| Wittenberger Straße 76 (Karte)                                                       | Wohnhaus                 | Das Haus wurde 1889 erbaut. | 094 96288          | Baudenkmal     | Wohnhaus                 |

### Jeßnitz (Anhalt)
| Lage                                                                                                | Bezeichnung                           | Beschreibung | Erfassungs- nummer | Ausweisungsart               | Bild                                  |
| --------------------------------------------------------------------------------------------------- | ------------------------------------- | --- | ------------------ | ---------------------------- | ------------------------------------- |
| Altjeßnitzer Straße, Ecke Burgkemnitzer Straße                                                      | Eiskeller                             | | 094 96528          | Baudenkmal                   |                                       |
| Conradiplatz 5 (Karte)                                                                              | Wohnhaus                              | Das Haus befindet sich südlich des Rathauses und östlich der Kirche. Es korrenspondiert mit dem Rathaus. Auffällig ist das Mansarddach auf einem Satteldach. Das Haus wurde in der Mitte des 18. Jahrhunderts erbaut. Das untere Geschoss ist massiv, das obere Geschoß aus Fachwerk.                                                                         | 094 96301          | Baudenkmal                   | Wohnhaus                              |
| Conradiplatz 7 (Karte)                                                                              | Rathaus                               | Das Rathaus wurde nach 1768 erbaut, der Vorgängerbau war abgebrannt. Es ist ein zweigeschossiger Bau mit einem Mansarddach und quadratischen Laterne. Die Laterne ist offen und trägt eine Haube. | 094 06309          | Baudenkmal                   | Rathaus                               |
| Dessauer Straße (Karte)                                                                             | Denkmal für die Märzkämpfer           | Das Denkmal wurde 1964 errichtet, es soll an die Gefallenen im Kampf gegen die Kapp-Putschisten. Das Denkmal zeigt einen Mann, der gerade das Gewehr ablegt. Es wurde aus Beton gefertigt. Darunter befinden sich Quader mit Inschriften. Die Inschrift lautet: „Den Märzkämpfern 1920 – Otto Tenert – Otto Heinicke – Friedrich Mitsching – Wilhelm Streit“. | 094 06133          | Baudenkmal                   | Denkmal für die Märzkämpfer           |
| Dessauer Straße 11 (Karte)                                                                          | Wohnhaus                              | | 094 96302          | Baudenkmal                   | Wohnhaus                              |
| Eisenhammer 1 (Karte)                                                                               | Wohnhaus                              | | 094 96329          | Baudenkmal                   | Wohnhaus                              |
| Eisenhammer 2 (Karte)                                                                               | Gutshof                               | Der Gutshof befindet sich südlich des Ortsteils Roßdorf. Es ist ein großer Vierseithof. Das Wohnhaus wurde im 19. Jahrhundert errichtet. Im Hof befindet sich ein Taubenhaus. | 094 96331          | Baudenkmal                   | Gutshof                               |
| Großer Markt 7 (Karte)                                                                              | Wohnhaus                              | | 094 96303          | Baudenkmal                   | Wohnhaus                              |
| Großer Markt 8, 9 (Karte)                                                                           | Wohn- und Geschäftshaus               | | 094 06365          | Baudenkmal                   | Wohn- und Geschäftshaus               |
| Großer Markt 12 (Karte)                                                                             | Bauernhof                             | | 094 96304          | Baudenkmal                   | Bauernhof                             |
| Hauptstraße Ecke, Raguhner Straße, Flur 3-892 (Karte)                                               | Tränke                                | | 094 95136          | Baudenkmal                   | Tränke                                |
| Hauptstraße 2, 3, 4, 5, 6 (Karte)                                                                   | Häusergruppe                          | | 094 96307          | Denkmalbereich               | Häusergruppe                          |
| Hauptstraße 57 (Karte)                                                                              | Wohn- und Geschäftshaus               | | 094 96305          | Baudenkmal                   | Wohn- und Geschäftshaus               |
| Hauptstraße 64 (Karte)                                                                              | Wohn- und Geschäftshaus               | | 094 96306          | Baudenkmal                   | Wohn- und Geschäftshaus               |
| Hintergasse 2 (Karte)                                                                               | Gasthaus                              | Felsenburg | 094 06362          | Baudenkmal                   | Gasthaus                              |
| Kirchstraße 7 (Karte)                                                                               | Wohnhaus                              | | 094 96308          | Baudenkmal                   | Wohnhaus                              |
| Kirchweg (Karte)                                                                                    | Kirche St. Marien                     | | 094 96310          | Baudenkmal                   | Weitere Bilder                        |
| Kreisstraße K 52, Straße nach Altjeßnitz, linke Seite, Flur 9-5 (Karte)                             | Speicher                              | Pulverhäuschen | 094 06221          | Baudenkmal                   | Weitere Bilder                        |
| Lange Straße 23 (Karte)                                                                             | Schule                                | | 094 95724          | Baudenkmal                   | Schule                                |
| Leopoldstraße (Karte)                                                                               | Ehrenmal für die Opfer des Faschismus | | 094 06134          | Baudenkmal                   | Ehrenmal für die Opfer des Faschismus |
| Leopoldstraße 1, 2, 3, 4, 5, 6, 7, 8, 9, 10, 12, 13, 14, 15, 16, 17, 18, 19, 20 (Karte)             | Straßenzug                            | | 094 96314          | Denkmalbereich               | Straßenzug                            |
| Leopoldstraße 17 (Karte)                                                                            | Wohnhaus                              | | 094 96315          | Baudenkmal                   | Wohnhaus                              |
| Muldeinsel II auf der Muldeinsel II, sogenannte Leopoldsbrücke, Flur 3-136 (Karte)                  | Mühle                                 | | 094 95182          | Baudenkmal                   | Mühle                                 |
| Muldensteiner Straße, Straße von Muldenstein nach Roßdorf, vor dem Ortsschild linke Seite (Karte)   | Distanzstein                          | | 094 90097          | Kleindenkmal                 | Distanzstein                          |
| Muldensteiner Straße, Straße von Muldenstein nach Roßdorf, vor dem Ortsschild, rechte Seite (Karte) | Wegweiser                             | | 094 96328          | Kleindenkmal                 | Wegweiser                             |
| Muldensteiner Straße 13 (Karte)                                                                     | Wohnhaus                              | | 094 96332          | Baudenkmal                   | Wohnhaus                              |
| Muldensteiner Straße 33 (Karte)                                                                     | Garten                                | | 094 96527          | Baudenkmal                   | Garten                                |
| Neue Reihe 24 (Karte)                                                                               | Waisenhaus                            | Kinderheim | 094 96317          | Baudenkmal                   | Waisenhaus                            |
| Neumarkt 22 (Karte)                                                                                 | Speicher                              | | 094 96316          | Baudenkmal                   | Speicher                              |
| Neustadt 6 (Karte)                                                                                  | Wohnhaus                              | | 094 96318          | Baudenkmal                   | Wohnhaus                              |
| Plan 9 (Karte)                                                                                      | Wohnhaus                              | | 094 96319          | Baudenkmal                   | Wohnhaus                              |
| Raguhner Straße 2 (Karte)                                                                           | Wohnhaus                              | | 094 96320          | Baudenkmal                   | Wohnhaus                              |
| Raguhner Straße 9 (Karte)                                                                           | Wohnhaus                              | | 094 95725          | Baudenkmal                   | Wohnhaus                              |
| Raguhner Straße 11 (Karte)                                                                          | Villa                                 | | 094 06364          | Baudenkmal                   | Villa                                 |
| Raguhner Straße 21, 22 (Karte)                                                                      | Wohnhaus                              | | 094 96321          | Baudenkmal                   | Wohnhaus                              |
| Raguhner Straße 54 (Karte)                                                                          | Postamt                               | | 094 96322          | Baudenkmal                   | Postamt                               |
| Raguhner Straße 6, 7, 8, 9 (Karte)                                                                  | Häusergruppe                          | | 094 06363          | Denkmalbereich               | Häusergruppe                          |
| Salegaster Straße im Forst neben dem Forsthaus, 2 km südlich der Stadt (Karte)                      | Kirche                                | Die Ruine Salegast befindet sich neben dem Forsthaus. Von der Kirche sind nur noch Reste vorhanden, es war mal die Kirche des wüst gefallenen Ortes Salegast. | 094 96323          | Baudenkmal                   | Weitere Bilder                        |
| Schlossstraße (Karte)                                                                               | Friedhof Jeßnitz                      | Friedhof | 094 96325          | Baudenkmal                   | Friedhof Jeßnitz                      |
| (Karte)                                                                                             | Feierhalle                            | Feierhalle | 094 96325 001      | Teilobjekt eines Baudenkmals | Feierhalle                            |
| Schloßstraße (Karte)                                                                                | Jüdischer Friedhof                    | jüdischer Friedhof | 094 97680          | Baudenkmal                   | Jüdischer Friedhof                    |
| Schulstraße 9 (Karte)                                                                               | Wohnhaus                              | | 094 96324          | Baudenkmal                   | Wohnhaus                              |
| Vor dem Halleschen Tor 35, 36 (Karte)                                                               | Kirche St. Norbert                    | Katholische Kirche, 1954/55 nach Plänen des Architekten Johannes Reuter erbaut. | 094 96327          | Baudenkmal                   | Weitere Bilder                        |

### Altjeßnitz
| Lage                                       | Bezeichnung           | Beschreibung | Erfassungs- nummer | Ausweisungsart               | Bild           |
| ------------------------------------------ | --------------------- | --- | ------------------ | ---------------------------- | -------------- |
| Parkstraße im Gutspark Alt-Jeßnitz (Karte) | Dorfkirche Altjeßnitz | Die Kirche entstand in der Zeit der Romanik als Feldsteinbau. Es sind dann im Laufe der Zeit Anbauten hinzugekommen. Der Chorschluss ist gerade mit einer halbrunden Apsis. Im Westen der Kirche befindet sich ein achteckiger Dachreiter, dieser wurde im Jahre 1872 erbaut. In der Kirche befindet sich auch eine hölzerne, eher grob geformte hölzerne Taufe, deren Entstehung im 17. Jahrhundert vermutet wird. Es ist die ehemalige Patronatskirche der Familie von Ende. | 094 06220          | Baudenkmal                   | Weitere Bilder |
| Parkstraße (Alt: Hauptstraße) (Karte)      | Kriegerdenkmal        | Das Kriegerdenkmal erinnert an die Gefallenen des Ersten Weltkrieges. | 094 90357          | Baudenkmal                   | Kriegerdenkmal |
| Parkstraße (Karte)                         | Gutspark Altjeßnitz   | Das Labyrinth im barocken Park ist eines der letzten in Sachsen-Anhalt. Der Irrgarten wurde von Leopold Nicolaus von Ende im Jahre 1755 angelegt. Die Hecke des Irrgarten besteht aus Hainbuche. | 094 90358          | Baudenkmal                   | Weitere Bilder |
| Parkstraße (Karte)                         | Rittergut Altjeßnitz  | Rittergut Das Schloss wurde ab 1699 errichtet, der Bauherr war Hans Adam von Ende. Das Schloss ist nur teilweise erhalten. Im Jahre 1854 wurde das Schloss von Otto Leopold von Ende erneuert. Das zweigeschossige Wohnhaus hat ein Walmdach, rechts befindet sich ein Trum mit einer Tordurchfahrt. Der Turm ist viereckig mit einem achteckigen Aufsatz. | 094 17186          | Baudenkmal                   | Weitere Bilder |
| Parkstraße (Karte)                         | Park                  | Park | 094 17186 001      | Teilobjekt eines Baudenkmals | Park           |
| Parkstraße 37 (Alt: Hauptstraße) (Karte)   | Bauernhof             | Der Bauernhof wurde wahrscheinlich im 18. Jahrhundert erbaut, das Wohnhaus bekam im 19. Jahrhundert zur Straße hin eine Ziegelfassade. | 094 17187          | Baudenkmal                   | Bauernhof      |
| Möhlauer Straße 2 (Karte)                  | Forsthaus             | Das Forsthaus wurde 1886 erbaut. | 094 95203          | Baudenkmal                   | Forsthaus      |

### Klein-Leipzig
| Lage                  | Bezeichnung | Beschreibung   | Erfassungs- nummer | Ausweisungsart | Bild      |
| --------------------- | ----------- | -------------- | ------------------ | -------------- | --------- |
| Vor der Heyde (Karte) | Bauernhof   | sog. Forsthaus | 094 95479          | Baudenkmal     | Bauernhof |

### Lingenau
| Lage                                                                                                   | Bezeichnung    | Beschreibung                                                                                   | Erfassungs- nummer | Ausweisungsart | Bild           |
| --- | -------------- | ---------------------------------------------------------------------------------------------- | ------------------ | -------------- | -------------- |
| Koordinaten fehlen! Hilf mit.                                                                          | Wald           | Wald 2024 als Denkmal ausgewiesen, erstreckt sich auch nach Dessau-Roßlau und Südliches Anhalt | 094 19044          | Baudenkmal     |                |
| Autobahn zwischen Dessau und Zörbig (Karte)                                                            | Brücke BW 0452 | Pfeilerlose Bogenbrücke erbaut 1938 beim Reichsautobahnbau.                                    | 094 90107          | Baudenkmal     | Brücke BW 0452 |
| zwischen B 184 und Lingenau, rechte Seite im Wald (Karte)                                              | Distanzstein   | Myriameterstein                                                                                | 094 96895          | Baudenkmal     | Distanzstein   |
| B184, etwa 300 m südlich der Autobahnauffahrt Dessau-Süd auf der westl. Straßenseite im Graben (Karte) | Distanzstein   |                                                                                                | 094 90110          | Baudenkmal     | Distanzstein   |

### Marke
| Lage                                    | Bezeichnung    | Beschreibung | Erfassungs- nummer | Ausweisungsart | Bild           |
| --------------------------------------- | -------------- | --- | ------------------ | -------------- | -------------- |
| An der Rossel Flur 2-45 (Karte)         | Mühle          | Erbaut wurde die Mühle 1771 in Schierau, 1898 wurde sie an den heutigen Standort versetzt. Die Bockwindmühle befindet sich etwa ein Kilometer östlich des Ortsteils Marke. Die Mühle ist bis auf die Flügel und die Welle mit der Ausstattung erhalten. | 094 06432          | Baudenkmal     | Mühle          |
| Dorfstraße Friedhof, Flur 2-119 (Karte) | Glockenturm    | | 094 95417          | Baudenkmal     | Glockenturm    |
| Dorfstraße Flur 2-121/2 (Karte)         | Kriegerdenkmal | | 094 95416          | Baudenkmal     | Weitere Bilder |
| Dorfstraße 31 (Karte)                   | Bauernhof      | | 094 95419          | Baudenkmal     | Bauernhof      |

### Möst
| Lage                                                           | Bezeichnung    | Beschreibung                                                                                   | Erfassungs- nummer | Ausweisungsart | Bild           |
| -------------------------------------------------------------- | -------------- | ---------------------------------------------------------------------------------------------- | ------------------ | -------------- | -------------- |
| Koordinaten fehlen! Hilf mit.                                  | Wald           | Wald 2024 als Denkmal ausgewiesen, erstreckt sich auch nach Dessau-Roßlau und Südliches Anhalt | 094 19044          | Baudenkmal     |                |
| zwischen Peißers Werder und Abteiwiesen, linksmuldisch (Karte) | Wiese          | Muldeauwiesen                                                                                  | 094 40646          | Baudenkmal     | Wiese          |
| linksmuldisch, am sogenannten Kuper-Muldealtarm (Karte)        | Wiese          | Kuperwiese                                                                                     | 094 40647          | Baudenkmal     | Wiese          |
| Hauptstraße auf dem Friedhof (Karte)                           | Kriegerdenkmal |                                                                                                | 094 96667          | Baudenkmal     | Kriegerdenkmal |

### Möst, Schierau
| Lage | Bezeichnung | Beschreibung | Erfassungs- nummer | Ausweisungsart | Bild |
| --- | ----------- | ------------ | ------------------ | -------------- | ---- |
| nördlich der Verbindungsstraße Schierau–Niesau, westlich der Stillinge, südlich des Alten Wassers, östlich des Muldedeiches (Karte) | Feld        |              | 094 40663          | Baudenkmal     | Feld |

### Niesau
| Lage | Bezeichnung   | Beschreibung | Erfassungs- nummer | Ausweisungsart                                | Bild          |
| --- | ------------- | --- | ------------------ | --------------------------------------------- | ------------- |
| westlich der Mulde, östlich und südlich der Stillinge, nördlich der Verbindungsstraße von Niesau nach Schierau (Karte) | Feld          | | 094 40664          | Baudenkmal                                    | Feld          |
| Straße von Schierau nach Niesau (Karte)                                                                                | Grenzstein 21 | | 094 96665          | Kleindenkmal                                  | Grenzstein 21 |
| von Niesau in nördlicher Richtung zur Mulde verlaufend                                                                 | Allee         | Allee Der Denkmalbereich zu dem die Allee gehört, ist unter der Erfassungsnummer 094 40715 in Dessau-Roßlau eingetragen. | 094 40715 018      | Teilobjekt eines Denkmalbereichs - Baudenkmal |               |
| Niesauer Dorfstraße 2, 3, 4, 5, 6, 8, 9, 12, 13, 15, 16, 17, 19, 20                                                    | Ortskern      | Ortskern Teilobjekt des unter Dessau-Roßlau eingetragenen Gartenreichs Dessau-Wörlitz.                                   | 094 40615 006      | Teilobjekt eines Denkmalbereichs              |               |

### Priorau
| Lage                                      | Bezeichnung            | Beschreibung                                          | Erfassungs- nummer | Ausweisungsart | Bild                   |
| ----------------------------------------- | ---------------------- | ----------------------------------------------------- | ------------------ | -------------- | ---------------------- |
| Hof 5, 6, 6a (Karte)                      | Gutshof                |                                                       | 094 80979          | Baudenkmal     | Weitere Bilder         |
| Zesenplatz (alt: Kirchplatz) (Karte)      | Kirche                 |                                                       | 094 80978          | Baudenkmal     | Weitere Bilder         |
| Zesenplatz (alt:Kirchplatz) (Karte)       | Kriegerdenkmal Priorau | Kriegerdenkmal von 1925, 2017 als Denkmal ausgewiesen | 0947170            | Baudenkmal     | Kriegerdenkmal Priorau |
| Zesenplatz 9 (alt: Kirchplatz 9) (Karte)  | Wohnhaus               |                                                       | 094 80980          | Baudenkmal     | Wohnhaus               |
| Zesenplatz 17 (alt:Kirchplatz 17) (Karte) | Wohnhaus               | Philipp-von-Zesen-Haus                                | 094 80982          | Baudenkmal     | Wohnhaus               |

### Retzau
| Lage                                    | Bezeichnung | Beschreibung | Erfassungs- nummer | Ausweisungsart | Bild      |
| --------------------------------------- | ----------- | ------------ | ------------------ | -------------- | --------- |
| Dorfstraße 89a Ecke Hauptstraße (Karte) | Schäferei   |              | 094 96534          | Baudenkmal     | Schäferei |
| Hauptstraße Ecke Siedlungsweg (Karte)   | Wegweiser   |              | 094 97364          | Kleindenkmal   | Wegweiser |
| Hauptstraße 43 (Karte)                  | Wohnhaus    |              | 094 96535          | Baudenkmal     | Wohnhaus  |

### Schierau
| Lage                               | Bezeichnung    | Beschreibung | Erfassungs- nummer | Ausweisungsart | Bild           |
| ---------------------------------- | -------------- | --- | ------------------ | -------------- | -------------- |
| Dorfplatz (Karte)                  | Kriegerdenkmal | Der Kriegerstein wurde in den 1920er Jahren auf dem Dorfplatz errichtet. Der Findling erinnert an 13 Gefallene des Ersten Weltkriegs. | 094 80977          | Baudenkmal     | Kriegerdenkmal |
| Dorfplatz, Flurnr. 3-24/12 (Karte) | Speicher       | | 094 80976          | Baudenkmal     | Speicher       |
| Hauptstraße (Karte)                | Kriegerdenkmal | | 094 06173          | Baudenkmal     | Kriegerdenkmal |
| Hauptstraße 11 (Karte)             | Wohnhaus       | | 094 80975          | Baudenkmal     | Wohnhaus       |
| Schulstraße (Karte)                | Kirche         | Die Kirche wurde um 1460 errichtet, von der Kirche ist heute nur noch der Turm übrig geblieben.                                       | 094 06209          | Baudenkmal     | Weitere Bilder |

### Thurland
| Lage                                                            | Bezeichnung | Beschreibung                                                                         | Erfassungs- nummer | Ausweisungsart | Bild           |
| --------------------------------------------------------------- | ----------- | ------------------------------------------------------------------------------------ | ------------------ | -------------- | -------------- |
| A 9, Autobahn zwischen Dessau und Zörbig (Karte)                | Brücke      | Die Brücke mit der Bezeichnung BW 0453 über der A 9 wurde in den 1938 Jahren erbaut. | 094 90035          | Baudenkmal     | Brücke         |
| B 184, an der B 184 von Marke kommend, Abzweig Thurland (Karte) | Wegweiser   | Es ist ein etwa 1,2 Meter hoher Obelisk an der B 184.                                | 094 95483          | Kleindenkmal   | Wegweiser      |
| Dorfplatz (Karte)                                               | Kirche      |                                                                                      | 094 80973          | Baudenkmal     | Weitere Bilder |
| Dorfstraße 7 (Karte)                                            | Wohnhaus    |                                                                                      | 094 96292          | Baudenkmal     | Wohnhaus       |
| Dorfstraße 36 (Karte)                                           | Taubenhaus  |                                                                                      | 094 96896          | Baudenkmal     | Taubenhaus     |
| Hauptstraße 21 (Karte)                                          | Bauernhof   |                                                                                      | 094 80974          | Baudenkmal     | Bauernhof      |

### Tornau vor der Heide
| Lage                                  | Bezeichnung  | Beschreibung                                                            | Erfassungs- nummer | Ausweisungsart | Bild         |
| ------------------------------------- | ------------ | ----------------------------------------------------------------------- | ------------------ | -------------- | ------------ |
| Dorfplatz, östlich der Kirche (Karte) | Backhaus     | Das Backhaus stammt aus dem 18. Jahrhundert.                            | 094 90100          | Baudenkmal     | Backhaus     |
| Dorfstraße, Ecke Hauptstraße (Karte)  | Distanzstein |                                                                         | 094 06438          | Baudenkmal     | Distanzstein |
| Dorfstraße (Karte)                    | Kirche       | Die Kirche wurde im Jahre 1932 anstelle eines Vorgängerbaues errichtet. | 094 96541          | Baudenkmal     | Kirche       |
| Dorfstraße 46a (Karte)                | Bauernhaus   |                                                                         | 094 96543          | Baudenkmal     | Bauernhaus   |
| Hauptstraße 61 (Karte)                | Bauernhof    |                                                                         | 094 96545          | Baudenkmal     | Bauernhof    |
| Lindenstraße 56 (Karte)               | Gasthof      |                                                                         | 094 96544          | Baudenkmal     | Gasthof      |

## Ehemalige Kulturdenkmale nach Ortsteilen
Die nachfolgenden Objekte waren ursprünglich ebenfalls denkmalgeschützt oder wurden in der Literatur als Kulturdenkmale geführt. Die Denkmale bestehen heute jedoch nicht mehr, ihre Unterschutzstellung wurde aufgehoben oder sie werden nicht mehr als Denkmale betrachtet. Mitunter sind Einzelobjekte aber noch immer Bestandteil eines geschützten Denkmalbereichs.

### Jeßnitz
| Lage                    | Bezeichnung             | Beschreibung | Erfassungs- nummer | Ausweisungsart | Bild                    |
| ----------------------- | ----------------------- | ------------ | ------------------ | -------------- | ----------------------- |
| Anger 10                | Wohnhaus                | Wohnhaus     | 094 96300          |                |                         |
| Eisenhammer 1b          | Wohnhaus                |              | 094 96330          |                |                         |
| Hauptstraße 63 (Karte)  | Wohn- und Geschäftshaus |              | 094 95138          | Baudenkmal     | Wohn- und Geschäftshaus |
| Lange Straße 1a         | Wohnhaus                |              | 094 96311          |                |                         |
| Lange Straße 39 (Karte) | Wohnhaus                |              | 094 96312          | Baudenkmal     | Wohnhaus                |
| Lange Straße 40         | Wohnhaus                |              | 094 96313          |                |                         |
| Leopoldstraße 9, 10     | Wohnhaus                |              | 094 95401          |                |                         |
| Schloßstraße 35         | Wohnhaus                |              | 094 96326          |                |                         |

### Priorau
| Lage                                       | Bezeichnung | Beschreibung                      | Erfassungs- nummer | Ausweisungsart | Bild      |
| ------------------------------------------ | ----------- | --------------------------------- | ------------------ | -------------- | --------- |
| Zesenplatz 15 (Alt: Kirchplatz 15) (Karte) | Bauernhof   | Das Haus wurde um 2008 abgerissen | 094 80981          | Baudenkmal     | Bauernhof |

### Raguhn
| Lage                      | Bezeichnung        | Beschreibung                                                               | Erfassungs- nummer | Ausweisungsart | Bild     |
| ------------------------- | ------------------ | -------------------------------------------------------------------------- | ------------------ | -------------- | -------- |
| Am Werder 3               | Verwaltungsgebäude | Press- und Stanzwerk Presstara                                             | 094 96278          |                |          |
| Brauhausstraße 34 (Karte) | Wohnhaus           | Das Haus wurde um 2010 abgerissen, auf der Fläche ist heute ein Parkplatz. | 094 96268          | Baudenkmal     | Wohnhaus |
| Mühlstraße                | Speicher           |                                                                            | 094 97190          |                |          |
| Rathausstraße 29          | Taubenhaus         |                                                                            | 094 96283          |                |          |

## Legende
In den Spalten befinden sich folgende Informationen:
- Lage: Nennt den Straßennamen und wenn vorhanden die Hausnummer des Kulturdenkmals. Die Grundsortierung der Liste erfolgt nach dieser Adresse. Der Link „Karte“ führt zu verschiedenen Kartendarstellungen und nennt die geographischen Koordinaten.
Link zu einem Kartenansichtstool, um Koordinaten zu setzen. In der Kartenansicht sind Baudenkmale ohne Koordinaten mit einem roten bzw. orangen Marker dargestellt und können in der Karte gesetzt werden. Baudenkmale ohne Bild sind mit einem blauen bzw. roten Marker gekennzeichnet, Baudenkmale mit Bild mit einem grünen bzw. orangen Marker.
- Offizielle Bezeichnung: Nennt den Namen, die Bezeichnung oder zumindest die Art des Kulturdenkmals und verlinkt, soweit vorhanden, auf den Artikel zum Objekt.
- Beschreibung: Nennt bauliche und geschichtliche Einzelheiten des Kulturdenkmals, vorzugsweise die Denkmaleigenschaften.
- Erfassungsnummer: Für jedes Kulturdenkmal wird in Sachsen-Anhalt eine 20stellige Erfassungsnummer vergeben. Die letzten zwölf Ziffern werden für die Untergliederung nach Teilobjekten genutzt und werden nur angegeben, soweit vergeben. In dieser Spalte kann sich folgendes Icon  befinden, dies führt zu Angaben zu diesem Baudenkmal bei Wikidata.
- Ausweisungsart: Die Einordnung des Denkmales nach § 2 Abs. 2 DenkmSchG LSA
- Bild: Ein Bild des Denkmales, und gegebenenfalls einen Link zu weiteren Fotos des Kulturdenkmals im Medienarchiv Wikimedia Commons. Wenn man auf das Kamerasymbol klickt, können Fotos zu Kulturdenkmalen aus dieser Liste hochgeladen werden: